# فرانك إكس. غاسبار
فرانك إكس. غاسبار (بالإنجليزية: Frank X. Gaspar)‏ (1946)؛ شاعر وروائي أمريكي. درس في جامعة كاليفورنيا.